# Grenfell Horace Gerald Smith-Dorrien
Grenfell Horace Gerald Smith-Dorrien, britanski general, * 1904, † 1944.